# Пирсон, Таннер
Таннер Пирсон (англ. Tanner Pearson; 10 августа 1992, Китченер, Онтарио, Канада) — канадский профессиональный хоккеист, левый нападающий клуба НХЛ «Виннипег Джетс». Обладатель Кубка Стэнли 2014 года в составе «Лос-Анджелес Кингз».

## Карьера
Пирсон провёл всю юниорскую карьеру в клубе OHL «Барри Кольтс». 3 августа 2012 года он подписал трёхлетний контракт новичка с «Лос-Анджелес Кингз», выбравшими его на драфте НХЛ 2012 года в 1-м раунде под общим 30-м номером.
18 мая 2013 года Таннер сыграл свой первый матч в плей-офф НХЛ против «Сан-Хосе Шаркс».
Большую часть сезона 2014/15 он провёл первую половину регулярного чемпионата в основном составе «королей», играя в одном звене с Джеффом Картером и Тайлером Тоффоли, их прозвали «звено 70-х», так как они все играли под номерами из 7-го десятка. 10 января 2015 года в матче против «Виннипег Джетс» он получил перелом ноги и выбыл на оставшуюся часть сезона. 2 апреля 2015 года Таннер подписал с «Кингз» двухлетний контракт на сумму 2,8 млн долларов.
В сезоне 2016/17 Пирсон установил личный рекорд, забив 24 гола и набрав 44 очка. По окончании сезона он согласился продлить контракт с «Лос-Анджелесом» ещё на 4 года и сумму 15 млн долларов.
14 ноября 2018 года «короли» обменяли Пирсона в «Питтсбург Пингвинз» на нападающего Карла Хагелина.
25 февраля 2019 года Таннера обменяли из «Пингвинз» в клуб «Ванкувер Кэнакс» на защитника Эрика Гудбрансона.
19 сентября 2023 года был обменян в «Монреаль Канадиенс» вместе с выбором в третьем раунде драфта 2025 года на вратаря Кейси Десмита.
1 июля 2025 года в качестве свободного агента подписал однолетний контракт с «Виннипег Джетс» на сумму $1 млн.

## Статистика
| Легенда | Легенда                    | Легенда | Легенда                   | Легенда | Легенда    |
| ------- | -------------------------- | ------- | ------------------------- | ------- | ---------- |
| И       | Количество проведённых игр | Штр     | Штрафное время            | +/−     | Плюс-минус |
| Г       | Голы                       | П       | Голевые передачи          | О       | Очки       |
| -       | Статистика неизвестна      | —       | Статистика не учитывалась |         |            |